# Mimosa mucronulata
Mimosa mucronulata är en ärtväxtart som beskrevs av Dum.Cours.. Mimosa mucronulata ingår i släktet mimosor, och familjen ärtväxter. Inga underarter finns listade i Catalogue of Life.